# Mara (Bíblia)

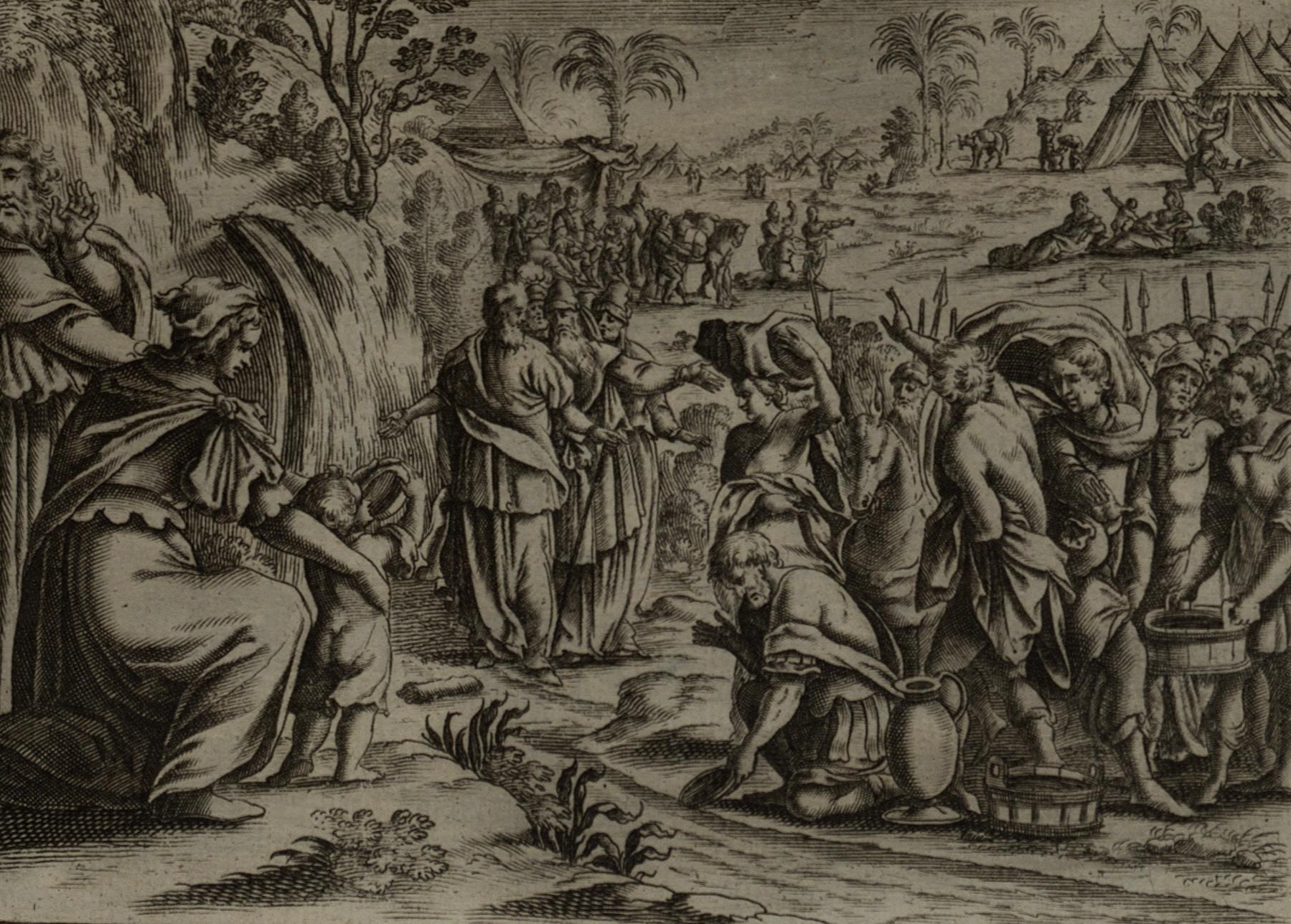
"A água de Mara", gravura de Gérard Jollain, 1670.

Mara (em hebraico: מָרָה, cujo significado é "amargo") é um dos locais que a Torá identifica como tendo sido percorrida pelos israelitas, durante o Êxodo.
Os israelitas libertados do Egito partiram em sua jornada no deserto, em alguma parte da Península do Sinai. E torna-se claro que eles não são espiritualmente livres. Chegando em Mara, o lugar de um poço de água amarga, com amargura e murmuração, Israel recebe um primeiro conjunto de leis divinas e a fundação do Shabat. A escassez de água é seguida por uma falta de alimentos. Moisés lança um pedaço de madeira na água amarga, tornando-a doce. Mais tarde, Deus envia o maná e as codornizes. O deserto é a terra onde Deus adquire seu povo. O 'tema murmuração"- a partir de agora - será uma perspectiva recorrente do povo peregrino judeu.
Mara - amargura - uma fonte na sexta estação dos israelitas (Êxodo 15:23, 24; Num 33:8), cujas águas eram tão amargas que eles não podiam beber. Por conta disso eles murmuraram contra Moisés, que, sob a direção divina, lança na fonte "uma certa árvore", que tirou a sua amargura, para que as pessoas bebessem dela. Este foi provavelmente o 'Ain Hawarah, onde ainda existem várias nascentes de água que são muito "amargas", distantes cerca de 47 quilômetros de 'Ayun Mousa.— 
Dicionário Bíblico Easton de 1897

## Eventos
A narrativa relativa a Mara no Livro de Êxodo afirma que os israelitas estiveram vagando no deserto por três dias sem água. De acordo com a narrativa, Mara possuía água, porém ela era amarga, o que a tornava imprópria para beber, daí o nome que significa amargura. No texto, quando os israelitas chegam a Mara, eles reclamaram sobre a impossibilidade de se beber aquela água. Desta forma, Moisés clama a Yahweh e Yahweh responde mostrando a Moisés um certo pedaço de madeira, que Moisés então lança na água, tornando-a doce e própria para consumo. Estudiosos afirmam que a mudança de sabor da água pode ser em decorrência do uso de um tipo de bérberis que se desenvolve no deserto e possui a propriedade herbal de "adocicar" água salobra. Outros estudiosos veem a narrativa sobre Mara como tendo se originado como um mito etiológico buscando justificar seu nome.
| Estação Anterior: Pi-hairote | O Êxodo Lista de estações | Próxima Estação: Elim |